# Castellfollit de la Roca
Castellfollit de la Roca település Spanyolországban, Girona tartományban. Castellfollit de la Roca Montagut i Oix és Sant Joan les Fonts községekkel határos. Lakosainak száma 957 fő (2024).

## Népesség
A település népessége az elmúlt években az alábbi módon változott:
| Lakosok száma | 84   | 933  | 1055 | 1150 | 1056 | 979  | 1043 | 1013 | 961  | 957  |
|               | 1717 | 1887 | 1936 | 1960 | 1986 | 2004 | 2009 | 2014 | 2019 | 2024 |